# V (serviço de metrô de Nova Iorque)

Serviço V
(Sixth Avenue Local)

Importante: "V", no contexto deste artigo, se é uma letra, não um algarismo romano.
Serviço V (Sixth Avenue Local) é um serviço fechado de trânsito rápido do metrô de Nova Yorque. Foi inaugurado em 17 de dezembro de 2001; o último trem deixou a estação Lower East Side – Second Avenue com destino ao Queens em 23:33, em 5 de junho de 2010.
Sobre os sinais de estações e de rota, e no mapa do metrô oficial deste serviço foram marcados por uma etiqueta laranja (), porque em Manhattan esta rota utilizava a linha IND Eighth Avenue Line. Este serviço possuía 24 estações em operação.